# Willandra
Jezera Willandra je naziv za skupinu fosilnih (isušenih) jezera i pješčanih formacija koji pokrivaju područje od 2.400 km² na jugozapadu australske pokrajine Novog Južnog Walesa. Ovo područje je prepoznato kao mjesto iznimne geološke vrijednosti, ali i kulturne vrijednosti jer se u njemu nalazi najstarije mjesto kremacije na svijetu. 
Zbog toga je jezersko područje Willandra upisano na UNESCO-ov popis mjesta svjetske baštine u Australiji i Oceaniji, ali i na popis australske prirodne baštine 2007. godine.
Jezera su nastala kada ih je Bilabong potok prestao snabdijevati vodom, nakon čega su ostala kao slana jezera koja su se u roku od nekoliko tisuća godina potpuno isušila. Dok je još u njima bilo vode, na njihovim istočnim stranama počele su se stvarati pješčane dine čistog kvarcnog pijeska. One su savršene za čuvanje fosilnih ostataka, a 30 metara visoka glinena dina u obliku polumjeseca jezera Chibnalwood je najveća na svijetu.
Jezera Willandra čine jezera iz Pleistocena (na slici lijevo od sjevera prema jugu): 
1. Mulurulu jezero je posljednje koje se isušilo
2. Willandra potok
3. Garnpung,
4. Leaghur,
5. Mungo (u sklopu Nacionalnog parka Mungo), je mjesto pronalaska najstarijih ostataka homo sapiensa u Australiji, tzv. Mungo čovjek (star oko 68. – 40.000 godina), ali i najstariji kremirani ostaci na svijetu, tz. Mungo žena (stara oko 26. – 40.000 godina).
6. Arumpo,
7. Chibnalwood
8. Prungle jezera

Antropološki, ovo područje svjedoči o načinu života prvih ljudskih zajednica u vremenu prije posljednjeg ledenog doba. Naime, pored ljudskih ostataka pronađen je i mlinski kamen (star oko 18.000 godina, poput najstarijih s Bliskog Istoka) koji je služio za drobljenje klasja divlje trave kako bi se dobilo brašno, ali i kamini stari oko 30.000 godina.
U ovom području su pronađeni i fosili divovskih tobolčara, važni za proučavanje nestalih divovskih sisavaca.
- Nacionalni park Mungo
- Obala jezera Mungo
- Dine jezera Mungo
- Tzv. „Veliki zid Mungoa”
- Mungo čovjek

## Vanjske poveznice
- New age for Mungo Man, new human history  Arhivirana inačica izvorne stranice od 24. svibnja 2011. (Wayback Machine) Sveučilište u Melbourneu 19. veljače 2003. (engl.) Posjećeno 4. travnja 2011.